# 冈崎和也
冈崎和也（日语：／ Okazaki Kazuya，1972年5月10日—），广岛县出身，日本男子自行车运动员。他曾代表日本参加2002年和2006年亚洲运动会自行车比赛，其中2006年亚洲运动会获得一枚铜牌。